# Carlo Zucchelli

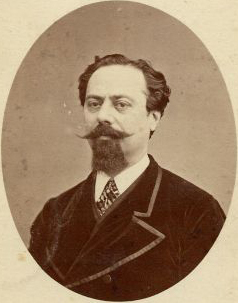

Carlo Zucchelli, född den 28 januari 1793 i London, död i februari 1879 i Bologna, var en italiensk sångare. 
Zucchelli kom 1803 till Italien. Han studerade först målarkonsten, men övergick därpå till musiken, vars grunder han inhämtade vid lyceet i Bologna. Han debuterade 1816 i Rimini och var därefter några år anställd vid hovteatern i München, men återvände sedan till Italien. År 1842 drog sig Zucchelli, som var en av Italiens främsta bassångare, tillbaka från scenen. 